# 李智超 (中国画家)
李智超（1900年—1978年），本名喆吉，又名茹镜，字智超，别号白洋舟子、葭坞主人。 河北省安新县人，中国山水画家、古旧字画鉴赏家、著名美术史评论家（笔名白洋）。

## 生平
早年师从肖谦中。亦曾从齐白石学画。画宗传统，专工山水竹石。
毕业于国立北平艺术专科学校。民国时期曾任辅仁大学美术系讲师。
一九四九年后在北京师范学校及北京教师进修学院任教。五十年代叶恭绰主持北京中国画院时，曾任院刊《中国画》的副主编，亦曾任河北艺术师范学院副教授。
六十年代到河北各地及安徽黄山写生，其画作笔墨及色调显示中国山水画的新风格，劲爽明快。
毕生从事美术教育工作，精通古书画鉴赏，对于中国画论画史的研究亦称精审。

## 作品
画作：《林荫瀑布》、《散花精舍》、《黄山笔架峰》。
著作：《中国绘画史》、《古旧字画鉴别法》，以及《界画的发展和界画的构图》、《绘画的风格》、《中国画构图规律》等长篇论文。